# Pleotomodes knulli
Pleotomodes knulli är en skalbaggsart som beskrevs av Green 1948. Pleotomodes knulli ingår i släktet Pleotomodes och familjen lysmaskar. Inga underarter finns listade i Catalogue of Life.